# Bianco di Scandiano
Il Bianco di Scandiano è un vino DOC la cui produzione era consentita nella provincia di Reggio Emilia.
Il vino veniva prodotto anche nelle varianti spumante e frizzante.
Nel 1996 il Bianco di Scandiano è stato sostituito dalla denominazione Colli di Scandiano e di Canossa.

## Areale di produzione
I vigneti autorizzati erano situati in provincia di Reggio Emilia nei comuni di Albinea, Quattro Castella, Bibbiano, Montecchio, San Polo d'Enza, Canossa, Vezzano sul Crostolo, Viano, Scandiano, Castellarano e Casalgrande, oltre che in parte del territorio dei comuni di Reggio Emilia, Casina, Sant'Ilario d'Enza e Cavriago.

## Caratteristiche organolettiche
- colore: paglierino più o meno carico.
- odore: caratteristico, gradevolmente aromatico.
- sapore: caratteristico dolce o amabile o secco, sapido fresco, armonico, di giusto corpo.

## Produzione
Provincia, stagione, volume in ettolitri
- nessun dato disponibile